# 송세태
송세태(宋世泰)는 일제강점기의 경찰이다.

## 생애
출신지나 출생 연도를 알 수 없다. 일제 강점기 동안 경상북도 경찰부에서 고등경찰로 근무하는 등, 영남 지역에서 활동하였다.
고등계 형사로 재직하면서 항일 운동을 탄압하였다. 대표적인 사건이 대구부의 대구사범학교에서 조직된 독서회와 관련하여 현준혁을 체포한 것이다. 당시 현준혁은 대구사범학교에서 교사로 재직 중이었는데, 이 사건으로 체포되어 복역하고 교사직에서도 파면되었다.
고문치사 사건에도 관련되어 있었다. 송세태가 경상남도 김해군의 항일 인사 4인을 체포하여 조사하던 중, 이 가운데 한 사람인 차태원이 고문을 받다가 사망한 일이 있었다.
제1공화국 수립 후인 1949년에 반민족행위처벌법에 따라 반민특위 경북지부에 체포되었다. 송세태에게는 징역 1년형이 구형되었으나, 유죄가 인정되면서도 집행유예로 풀려나와 비교적 가벼운 처벌을 받게 되었다.
2008년 공개된 민족문제연구소의 친일인명사전 수록예정자 명단 중 경찰 부문에 포함되었다.

## 참고자료
- 허종 (2003년 6월 25일). 《반민특위의 조직과 활동》. 서울: 도서출판선인. 270쪽쪽. ISBN 8989205514.